# Molly Burman
Molly Ciara Burman (nacida en 2002) es una músico inglesa de Hornsey. Ha lanzado dos EP, Fool Me With Flattery y Worlds Within Worlds, y es miembro de Loud LDN. Su padre, Lance Burman, era miembro de Chiefs of Relief.

## Biografía
Molly Ciara Burman nació en 2002 en Kentish Town, antes de mudarse a Hornsey. Al crecer, escuchó la música de sus padres, como The Beatles, Fleetwood Mac y David Bowie, y, a los seis años, ella y su padre escribieron juntos una canción navideña; volvería a escribir después de escuchar 19 de Adele, y pasó de escribir en piano a escribir en guitarra después de obsesionarse con The Vamps. Ella y su padre empezaron a producir temas juntos cuando ella tenía trece años. Lanzó su primer sencillo, «Happy Things» en 2018, se tomó un descanso de la música y luego reanudó el lanzamiento de música en 2021 después de regresar a Spotify y descubrir que «Happy Things» había adquirido un millón de escuchas en la plataforma.
En marzo de 2021, lanzó «Fool Me With Flattery», que escribió utilizando el estereotipo de un misógino que se explica mal después de un día de misoginia por parte de los hombres en su vida, después de haber pensado en la primera letra en el autobús a casa y el resto. en su habitación. El mes siguiente, lanzó «Everytime», una canción sobre cómo aprender a disfrutar de su propia compañía después de múltiples casos de ghosting, y en junio de 2021, lanzó «Debt», una respuesta a una plaga sexual que encontró durante una noche de salida, que iba acompañado de un vídeo musical. Más tarde ese año, lanzó el EP Fool Me With Flattery, que incluía «Fool Me With Flattery», «Everytime» y «Debt», y fue escrito, grabado y producido por Burman y su padre. En marzo de 2022, lanzó «Pretty Girl», que escribió después de escuchar «All the Pretty Girls» de Kaleo, y sobre sentir inseguridades.
En mayo de 2023, lanzó «Beautiful People», una canción sobre las citas siendo queer, habiéndose dado cuenta de que se sentía atraída por todos los géneros cuando tenía 19 años después de escuchar las listas de reproducción de sus amigos queer y ver RuPaul's Drag Race, y haberse dado cuenta de que todas sus canciones hasta ese momento habían sido sobre hombres. Se grabó un vídeo para la canción con sus amigos de su pub local, the Faltering Fallback. Luego lanzó «Potential», una canción grunge sobre ver a una pareja por lo que era en lugar de lo que podría ser. En agosto de 2023, lanzó Worlds Within Worlds, un EP de seis pistas, que lleva el nombre de la noción de que cada uno tiene su propio sistema solar, y con cada pista ambientada en un planeta diferente de MollyLand; la canción fue promocionada con la canción principal «Friday Pretty», que fue escrita sobre su concurso de pub local, y contenía «Beautiful People» y «Potential».

## Arte y vida personal
La música de Burman ha sido descrita como indie pop por The Line of Best Fit  y como pop alternativo por Clash. Su EP Fool Me With Flattery fue influenciado por «Love Train» de Maxi Priest, «Magic Dance» de David Bowie, «Shame Shame Shame» de Shirley & Company, «Until We Get There» de Lucius y «Settle Down» de Kimbra. El abuelo de Burman fue el director de la London Vintage Jazz Orchestra Dave Burman, su madre es una cantante irlandesa que cantó con Shane MacGowan y como parte del acto de comedia The Frigidaires, y su padre era Lancelot Andrew Robert «Lance» Burman, profesor de guitarra, que tocó el bajo para Chiefs of Relief, y tocó el bajo y la guitarra en «Please Stay» de Mekon y Marc Almond, una versión de la canción de The Cryin' Shames, que se ubicó en el puesto 91 en la lista de sencillos del Reino Unido. Es miembro de Loud LDN, un colectivo de músicos mujeres y de género queer con sede en Londres creado en mayo de 2022, al que se unió un mes después de su creación.